# William Pierce Shepard
William Pierce Shepard (* 1870; † 1948) war ein US-amerikanischer Romanist, Provenzalist und Mediävist.

## Leben und Werk
Shepard promovierte an der Ruprecht-Karls-Universität Heidelberg mit der Arbeit A contribution to the history of the unaccented vowels in Old French (Easton, Pa. 1897, o. O. 2010) und lehrte von 1896 bis 1940 am Hamilton College in Clinton (Oneida County, New York). Dort gehörte Ezra Pound zu seinen Schülern. Shepard war der bedeutendste US-amerikanische Provenzalist seiner Zeit.

## Weitere Werke
- (Hrsg.) Les poésies de Jausbert de Puycibot, troubadour du XIIIe siècle, Paris 1924
- (Hrsg.) The Oxford Provençal chansonnier, Paris 1927, New York 1965
- (Hrsg.) La passion provençale du manuscrit Didot. Mystère du XIVe siècle, Paris 1928
- (Hrsg. und Übersetzer mit Frank M. Chambers) The Poems of Aimeric de Peguilhan, Evanston, Ill. 1950